# Communauté de communes en Bocage Bourbonnais
Die Communauté de communes en Bocage Bourbonnais ist ein ehemaliger französischer Gemeindeverband mit Rechtsform einer Communauté de communes im Département Allier, deren Verwaltungssitz sich in dem Ort Bourbon-l’Archambault befand. Ihr Gebiet lag etwa 20 km westlich von Moulins in der historischen Provinz Bourbonnais, deren Landschaft Bocage Bourbonnais der Communauté de communes ihren Namen gegeben hat. Die Bocage, ein von Wallhecken durchzogener französischer Landschaftstyp, prägte die Umgebung der Dörfer. Der Gemeindeverband wurde Ende 2003 gegründet und zählt elf Gemeinden auf einer Fläche von 402,9 km2.

## Aufgaben
Zu den vorgeschriebenen Kompetenzen gehörten die Entwicklung und Förderung wirtschaftlicher Aktivitäten und des Tourismus sowie die Raumplanung auf Basis eines Schéma de Cohérence Territoriale. Der Gemeindeverband bestimmte die Wohnungsbaupolitik und betrieb die Müllabfuhr und ‑entsorgung sowie die Straßenbeleuchtung.

## Historische Entwicklung
Mit Wirkung vom 1. Januar 2016 fusionierte der Gemeindeverband mit der Communauté de communes Bocage Sud und bildete so die Nachfolgeorganisation Communauté de communes du Bocage Bourbonnais.

## Ehemalige Mitgliedsgemeinden
Folgende elf Gemeinden gehören der Communauté de communes en Bocage Bourbonnais an:
| Gemeinde              | Einwohner 1. Januar 2022 | Fläche km² | Dichte Einw./km² | Code INSEE | Postleitzahl |
| --------------------- | ------------------------ | ---------- | ---------------- | ---------- | ------------ |
| Agonges               | 304                      | 24,10      | 13               | 03002      | 03210        |
| Autry-Issards         | 309                      | 19,45      | 16               | 03012      | 03210        |
| Bourbon-l’Archambault | 2.542                    | 54,84      | 46               | 03036      | 03160        |
| Buxières-les-Mines    | 1.001                    | 46,95      | 21               | 03046      | 03440        |
| Franchesse            | 465                      | 40,24      | 12               | 03117      | 03160        |
| Louroux-Bourbonnais   | 206                      | 33,02      | 6                | 03150      | 03350        |
| Saint-Aubin-le-Monial | 266                      | 21,63      | 12               | 03218      | 03160        |
| Saint-Menoux          | 1.135                    | 27,62      | 41               | 03247      | 03210        |
| Saint-Plaisir         | 423                      | 52,54      | 8                | 03251      | 03160        |
| Vieure                | 276                      | 29,81      | 9                | 03312      | 03430        |
| Ygrande               | 778                      | 52,71      | 15               | 03320      | 03160        |